# Улица Ирины Левченко
Улица Ири́ны Ле́вченко — московская улица в районе Щукино Северо-Западного административного округа между улицами Берзарина и Маршала Малиновского.

## Происхождение названия
Изначально — 8-я улица Октябрьского Поля. Это название было дано в 1948 году при застройке Октябрьского (Ходынского) поля. Переименована в 1975 году в честь героини-танкистки и писательницы И. Н. Левченко (1924—1973).

## Описание
Улица Ирины Левченко начинается от улицы Берзарина, проходит на север, затем поворачивает на восток и выходит на улицу Маршала Малиновского, где заканчивается.

## Учреждения и организации
по нечётной стороне:
- № 1 — издательство «Юнити-Дана»;

по чётной стороне:
- № 2 — выставочный зал «Ходынка».